# Ducado de Sajonia-Römhild
El Ducado de Sajonia-Römhild fue uno de los ducados sajones sostenidos por la línea Ernestina de la Casa de Wettin. Fundado en 1680 para Enrique, cuarto hijo de Ernesto I, duque de Sajonia-Gotha. La línea quedó extinta después de la muerte sin descendencia del duque en 1710 y sus tierras fueron disputadas entre sus hermanos. Finalmente, Römhild fue retenida por su hermano menor, Juan Ernesto.

## Duque de Sajonia-Römhild
- Enrique (1675-1710)

Incorporado a Sajonia-Coburgo y Sajonia-Saalfeld (después renombrado Sajonia-Coburgo-Saalfeld en 1735)
- Datos: Q675201